# Robert Němec
Robert Němec (* 13. března 1972) je český právník, od roku 2021 předseda České advokátní komory. Profesně se specializuje na bankovnictví, fúze a akvizice, insolvenční řízení, restrukturalizace, obchodní spory a arbitráž.
Je rozhodcem Rozhodčího soudu při Hospodářské komoře České republiky a Agrární komoře České republiky a rozhodcem Vídeňského mezinárodního rozhodčího centra (Vienna International Arbitral Centre). V letech 2015–2021 byl místopředsedou České advokátní komory pro legislativu. Od roku 2013 je členem představenstva České advokátní komory. Němec je předsedou Sekce civilního práva České advokátní komory a zkušebním komisařem v oboru obchodního práva.

## Biografie
V roce 1995 získal titul magistra práv na Právnické fakultě Univerzity Karlovy v Praze. V letech 2005–2007 absolvoval mezinárodní program na College of Law of England and Wales a získal International Practice Diploma v oblasti korporačního práva, fúzí & akvizic, kapitálových trhů a úvěrování. V roce 2009 dokončil postgraduální studium na Suffolk University Law School v Bostonu, Massachusetts (USA), a získal titul LL.M. z amerického a mezinárodního obchodního práva. V roce 2020 pak získal na Právnické fakultě Univerzity Karlovy v Praze titul JUDr. Robert Němec je partnerem advokátní kanceláře PRK Partners.